# علامة غراي تورنر
تشير علامة غراي تورنر (بالإنجليزية: Grey Turner's sign)‏ إلى تكدم الخاصرتين أي الجزء من الجسم الذي يقع بين الضلع الأخير وقمة الورك، ويظهر التكدم على شكل تلون أزرق, وهي علامة للنزف خلف الصفاق، حيث أن الصفاق يبطن تجويف البطن، تأخذ علامة غراي تورنر من24 إلى 48 ساعة حتى تظهر، ويمكنها أن تنبئ بهجمة التهاب البنكرياس الحاد.
يمكن أن تترافق علامة غراي تورنر بعلامة كولن. كلتا العلامتان قد تشيران لنخر بنكرياسي ونزف خلف الصفاق أو داخل البطن. دعيت هذه العلامة باسم الجراح البريطاني جورج غراي تورنر.

## التاريخ
سُميت نسبةً إلى الجراح البريطاني جورج غراي تورنر.

## الأسباب
تتضمن الأسباب:
- التهاب البنكرياس الحاد، حيث يتشكل ميتهيمالبيومين من هضم الدم فيتجمع تحت جلد محيط البطن من البنكرياس الملتهبة.
- نزف بنكرياس.[1]
- نزف خلف البيرتوان.[1]
- رض بطن كليل.
- تمزق/ نزف حمل هاجر.
- نزف عفوي ثانوي لاضطرابات تخثر الدم (خلقي أو مكتسب).
- تمزق الأبهر، بسبب تمزق أم دم أبهر بطني أو أسباب أخرى.[1]

## روابط خارجية
- Photo
- Photo